# Rio Caldo

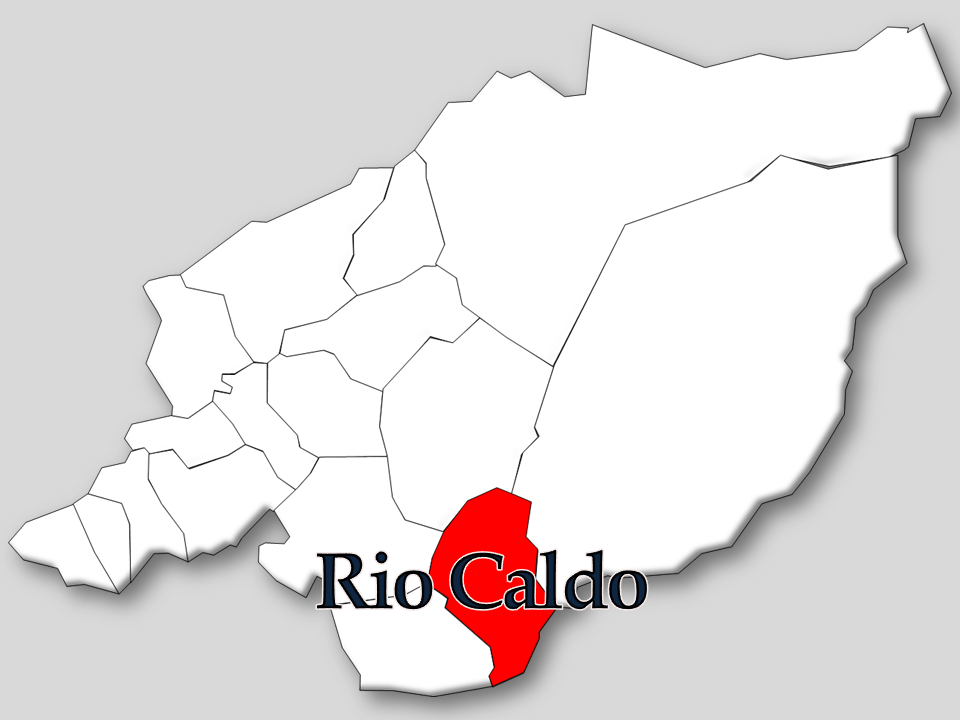
Localização da Freguesia de Rio Caldo no Município de Terras de Bouro

Rio Caldo é uma povoação portuguesa sede da Freguesa de Rio Caldo do Município de Terras de Bouro, freguesia com 11,64 km² de área e 770 habitantes (censo de 2021), tendo, por isso, uma densidade populacional de 66,2 hab./km².
Na freguesia localiza-se o Santuário de São Bento da Porta Aberta.

## Demografia
A população registada nos censos foi:
| Distribuição da População por Grupos Etários | Distribuição da População por Grupos Etários | Distribuição da População por Grupos Etários | Distribuição da População por Grupos Etários | Distribuição da População por Grupos Etários |
| -------------------------------------------- | -------------------------------------------- | -------------------------------------------- | -------------------------------------------- | -------------------------------------------- |
| Ano                                          | 0-14 Anos                                    | 15-24 Anos                                   | 25-64 Anos                                   | > 65 Anos                                    |
| 2001                                         | 188                                          | 144                                          | 471                                          | 190                                          |
| 2011                                         | 130                                          | 111                                          | 450                                          | 201                                          |
| 2021                                         | 78                                           | 88                                           | 401                                          | 203                                          |

## Património
- Santuário de São Bento da Porta Aberta
- Igreja paroquial de São João Batista de Rio Caldo
- Capela de São Cristóvão
- Capela de Santa Luzia